# 麥啟光
麦启光（英語：Albert Mak Kai-kwong），香港電影導演。

## 簡介
1965年香港出生的麥啟光，父親是消防員，母親是家庭主婦。自小對電影沒有特別興趣，長大後找不到合適的工作，却於1989年由朋友介紹下當電影場記。
後來麦启光出任副导演，1991年至1999年先后参与制作《豪門夜宴》、《與龍共舞》、《新仙鹤神针》、《救世神棍》、《新上海灘》、《龙在边缘》、《我爱777》等影视剧，并于1997年参演了电影《完全结婚手册》。
2000年6月8日，麦启光执导的恐怖电影《鬼同你玩》在香港上映。与张家辉、蒙嘉慧合作的电影《流氓師表》于10月19日在香港上映。次年，执导的电影《新流氓医生》、《玉女添丁》均在香港上映。随后，担任电影《百年好合》、《大隻佬》、《絕世好賓》、《甜絲絲》的副导演。
2005年，麦启光担任制片人的电影《神經俠侶》上映。在2007年上映的电影《門徒》中，担任演员和副导演。2010年10月22日，自编自导的电影《毋、亡我》在香港上映。2012年，担任副导演的电影《毒戰》上映，该片获得第18届圣地亚哥影评人协会奖最佳外语片、第14届华语电影传媒大奖最佳电影，提名第50届台北金马影展最佳剧情片、第7届亚洲电影大奖最佳电影、第17届美国在线影评人协会奖最佳影片。
2024年推出郭富城主演的香港犯罪喜剧片《临时劫案》，获得良好成绩。電影為他帶來香港電影評論學會大獎最佳編劇的榮譽。